# Hakainde Hichilema
Hakainde Hichilema (Hachipona (nabij Monze), 4 juni 1962) is een Zambiaans zakenman en politicus. Sinds augustus 2021 is hij de president van Zambia.

## Biografie
Hichilema studeerde aan de Universiteit van Zambia en behaalde een MBA aan de University of Birmingham. Als zakenman was hij actief in onder andere toerisme, vastgoed en financiën. Dit maakte hem tot een van de rijkste inwoners van Zambia. Hij doet sinds 2006 mee aan verkiezingen in zijn land, maar tot 2021 won hij nooit. Volgens Hichilema verloor hij in 2016 wegens fraude. In datzelfde jaar zat hij vier maanden vast op beschuldiging van verraad, omdat hij geen voorrang zou hebben gegeven aan de presidentiële stoet. De aanklacht werd uiteindelijk ingetrokken.
Hij won in augustus 2021 de presidentsverkiezingen van Zambia en versloeg de zittende president Edgar Lungu. Het was in 2021 de zesde keer dat Hichilema een gooi deed naar het presidentschap. Hichilema is lid van de Verenigde Partij van Nationale Ontwikkeling.
Kenneth Kaunda · Frederick Chiluba · Levy Mwanawasa · Rupiah Banda · Michael Sata · Guy Scott (waarnemend)  · Edgar Lungu · Hakainde Hichilema